# Glenn Fitzgerald
Glenn Fitzgerald (Brooklyn (New York), 21 december 1971) is een Amerikaans acteur.

## Biografie
Fitzgerald was voorafgaand aan zijn acteercarrière werkzaam als model voor Calvin Klein. In 1994 kreeg hij een rol in de televisieserie New York Undercover. Hierna speelde hij in televisieseries en films als Flirting with Disaster (1996), The Ice Storm (1997), The Sixth Sense (1999), Finding Forrester (2000), 40 Days and 40 Nights (2002), Six Feet Under (2002) en Dirty Sexy Money (2007-2009).

## Filmografie

### Films
Uitgezonderd korte films.
- 2017 Detroit - als rechercheur moordzaken Anderson
- 2007 Neal Cassady – als Jack Kerouac
- 2007 Lovely by Surprise – als klant
- 2006 The Memsahib – als kapitein Nelson Roberts
- 2005 Confess – als Greg Lanser
- 2005 Trust the Man – als Goren
- 2005 Bittersweet Place – als Moishe
- 2002 Igby Goes Down – als surfer Tommy
- 2002 40 Days and 40 Nights – als Chris
- 2002 Tully – als Earl Coates
- 2001 Buffalo Soldiers – als Hicks
- 2001 Series 7: The Contenders – als Jeff
- 2001 The Believer – als Drake
- 2001 The Atlantis Conspiracy – als patiënt
- 2000 Finding Forrester – as Massie
- 2000 101 Ways (The things a girl will do to keep her Volvo) - als Jack
- 1999 The Sixth Sense – als Sean
- 1999 Judy Berlin – als gids
- 1998 Arresting Gena – als man
- 1998 A Price Above Rubies – als Mendel Horowitz
- 1997 The Ice Storm – als Neil Conrad
- 1997 Rhinoceros Hunting in Budapest – als jongeman
- 1997 Number One Fan – als Abel
- 1996 Flirting with Disaster – als Lonnie Schlichting
- 1996 Manny & Lo – als Joey

### Televisieseries
Uitgezonderd eenmalige gastrollen.
- 2018 The Good Cop - als pastoor Kokesh - 2 afl.
- 2007 – 2009 Dirty Sexy Money – als Brian Darling – 23 afl.
- 2002 Six Feet Under – als Aaron Buchbinder – 3 afl.

- International Standard Name Identifier: 0000 0003 8593 6176
- Library of Congress Control Number: no2001074616
- Nationale Bibliotheek van Tsjechië: xx0077597
- Nationale Bibliotheek van Israël: 987007425300605171
- Système universitaire de documentation: 221342222
- Virtual International Authority File: 85810024
- WorldCat: E39PBJyWQ4FCMTHGxHmCBQ3bBP